# Estadio San Marcos
L'Estadio San Marcos,  de son nom complet Estadio Universidad Nacional Mayor San Marcos, est un stade à multi-usages situé à Lima au Pérou, à côté de l'Université nationale principale de San Marcos.

## Histoire
Il a été inauguré le 13 mai 1951 pour commémorer les 400 ans de fondation de l'université de San Marcos. D'une capacité initiale de 70 000 places et une surface de 48 782 m², des mesures de sécurité pour le public ont abouti à la réduction de sa capacité à 32 000 places. 
Le stade a servi de cadre à quelques rencontres de 1re division, notamment le classique Alianza Lima - Universitario de Deportes, le 20 janvier 1952, avec une victoire des premiers sur les seconds (4-0). En 2005, le Sport Boys y joua deux rencontres officielles dont un match face au Sporting Cristal, le 26 juin 2005, qui dégénéra en bagarre entre les supporters des deux camps. Le Sport Boys cessera alors d'utiliser l'enceinte. Par ailleurs, le stade abritait les matchs de l'équipe de l'université, le Deportivo Universidad San Marcos (en), qui a évolué en 2e division de 2001 à 2011.
2019 est une année importante pour cette enceinte qui accueille à la fois le Championnat U17 de la CONMEBOL (du 21 mars au 14 avril) ainsi que les matchs de football des Jeux panaméricains (du 28 juillet au 10 août). L'année suivante, le stade de San Marcos accueille plusieurs rencontres tant du championnat 2020 que du championnat de 2e division.

## Concerts
La capacité du stade pour les concerts est d'environ 50 000 places, mais elle varie selon la taille de la scénographie. Le stade a notamment a accueilli de célèbres concerts tels que : 
- Metallica - 19 janvier 2010 (presque 50 000 spectateurs)
- Korn - 15 avril 2010
- Gustavo Cerati - 24 avril 2010
- Bon Jovi - 29 septembre 2010
- Green Day (deux fois) - 26 octobre 2010 et 14 novembre 2017 (22 000 spectateurs)
- Iron Maiden - 23 mars 2011
- Shakira - 25 mars 2011 (environ 20 000 spectateurs)
- Aerosmith - 22 octobre 2011
- Pearl Jam - 18 novembre 2011
- Evanescence - 25 octobre 2012
- Lady Gaga - Born This Way Ball Tour - 23 novembre 2012 (36 000 spectateurs)
- Nightwish - Endless Forms Most Beautiful World Tour (en) - 6 octobre 2015
- Festival VIVO X EL ROCK 6: Sum 41, Collective Soul, Hoobastank, Puddle of Mudd, Sepultura, The Casualties - 12 décembre 2015
- Festival VIVO X EL ROCK 8: Sum 41, Garbage, Hoobastank, The Cranberries, Los Fabulosos Cadillacs, Fito Páez, Papa Roach, Miguel Mateos (en), Aterciopelados - 17 décembre 2016